# 서브밀리미터 간섭계

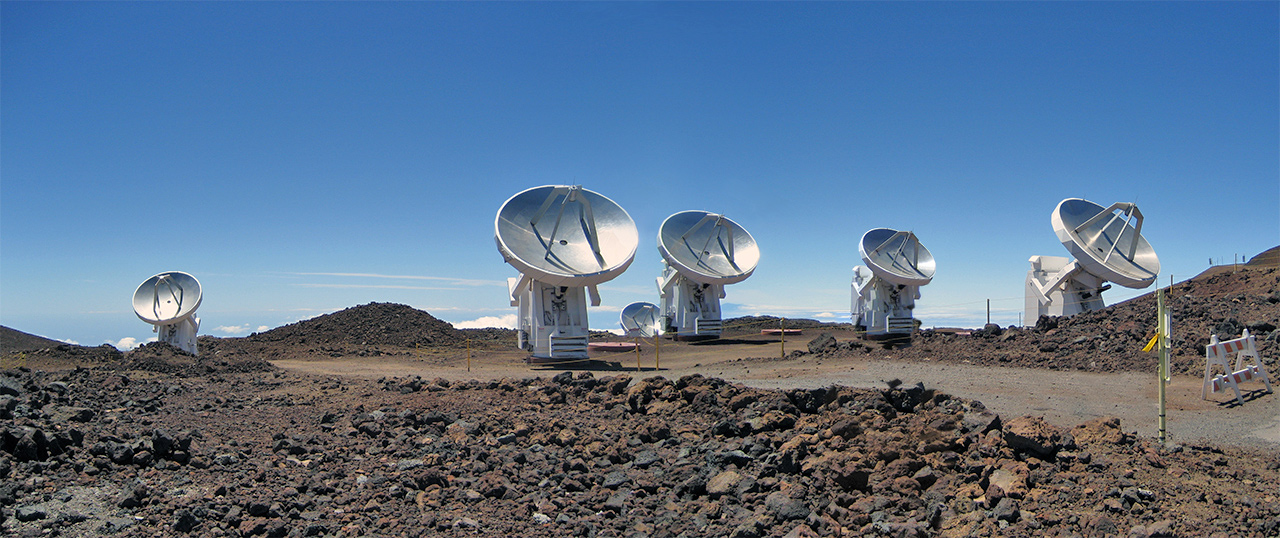
서브밀리미터 어레이, 2006년 사진

서브밀리미터 간섭계(Submillimeter Array; SMA)는 8대의 (지름) 6m 전파망원경의 배열로 구성된 간섭 관측기(interferometer)로, 서브밀리미터 영역의 전파로 우주를 관측하기 위해 세워졌다. 서브밀리미터 영역만을 관측하기 위한 간섭 관측기로는 세계 최초이며, 기존에 설치되었던 15m 제임스 클러크 맥스웰 망원경과 10.4m의 캘리포니아 서브밀리미터 천문대로 간섭 관측기를 만들어 성공적으로 관측한 후에 건설되었다.
망원경들은 하와이섬 마우나케아 정상 부근의 마우나케아 천문대에 위치하며, 230GHz, 345GHz에서 10대로 구성된 간섭 관측기로 함께 운영될 수 있다. 이들은 주야로 관측이 가능하지만, 대기가 안정된 밤에 주로 관측하고 있다.
SMA는 스미소니언 천체물리 천문대와 중앙연구원(中央研究院, 대만) 천문학과 천체물리 연구소에 의해 운영되고 있다.

## 같이 보기
- 아타카마 대형 밀리미터 간섭계